# Francisco Hernández de Córdoba (fondatorul Nicaraguei)

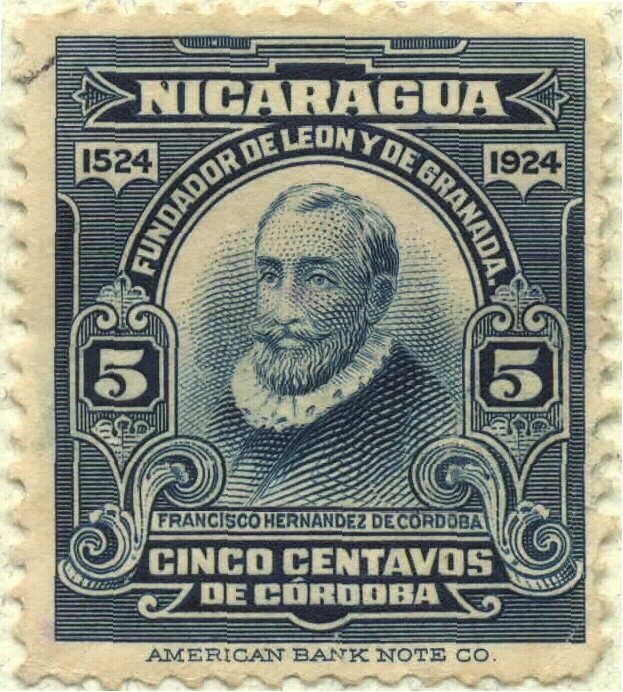
Francisco Hernández de Córdoba
Poşta din Nicaragua, 1924

Francisco Hernández de Córdoba (1475 ? - 1526) este considerat fondatorul Nicaraguei, dar de fapt a fost fondatorul a două orașe nigaraguane importante, Granada și León. Córdoba, unitatea monetară a Nicaraguei, este denumită în memoria lui.
Córdoba a fost un ofițer sub comanda lui Pedro Arias Dávila, cunoscut și ca Pedrarias Dávila, conducătorul primei mari expediții spaniole în Lumea Nouă. 
Córdoba a șfârșit decapitat de către Pedrarias Dávila în anul 1526.
Rămășițele pământești i-au fost găsite în anul 2000 în Leon Viejo, Nicaragua.